# Ragna Breda
Ragna Breda, född 12 oktober 1905 i Horten, död 12 juli 1997 i Fredrikstad, var en norsk skådespelare.

## Filmografi
Enligt Internet Movie Database och Svensk filmdatabas:
- 1931 – Halvvägs till himlen
- 1933 – Vi som går kjøkkenveien
- 1939 – En enda natt
- 1940 – Tante Pose
- 1943 – Vigdis
- 1946 – Et spøkelse forelsker seg